# 島嶼馬齒莧
島嶼馬齒莧又名小琉球马齿苋，为马齿苋科马齿苋属的植物，是台灣的特有植物，目前尚未由人工引种栽培。